# 鷲見利恵
鷲見 利恵（わしみ りえ　1965年〈昭和40年〉4月21日 - ）は、主に1980年代 - 1990年代にかけて活動していた日本の元タレント、女優。本名同じ。
広島県出身。現役時代は芸映に所属していた。

## 来歴・人物
鈴峯女子高等学校在学中の高校1年生時の1981年、西城秀樹の名を冠した芸映のコンテスト「HIDEKIの弟・妹募集オーディション」に応募し、決戦大会にて準優勝に選ばれる（森下恵理と同時受賞。優勝は石川秀美）。高校卒業後単身上京。
1985年、ミュージカル『小公女セーラ』のラビニア役でデビュー。同年夏から放送が開始されたハウス食品のスナックのCMでCM初出演。なお近況については不明。
公表されていたサイズ（1985年当時）は、身長157cm、B80cm、W62cm、H88cm。血液型A型。
趣味は作詞、作曲。憧れの女優は吉永小百合、オードリー・ヘプバーン。

## 出演

### テレビ

#### ドラマ
（出典：）
- 気になるあいつ （日本テレビ）- 黒沢ゆかり
- 若い人 （フジテレビ・木曜ドラマストリート、1986年4月17日）
- 愛の激流 （TBS・花王 愛の劇場）
- 湖の夕映えIII （読売テレビ・木曜ゴールデンドラマ、1988年2月18日）
- 不倫の恋日記 （TBS・ドラマ23、1988年3月14日～3月17日）
- 女優 夏木みどりシリーズ （フジテレビ・男と女のミステリー）
  - 第2作「女友だち同窓会殺人事件」（1989年7月7日）
  - 第3作「あだし野伝説殺人事件」（1991年2月8日）- 美砂
- ベビーシッター 桃子の冒険 （テレビ朝日・火曜ミステリー劇場、1990年6月26日）
- 鞍馬天狗 （テレビ東京）- お妙（第1～2・19・49話）
- 噺家カミサン繁盛記 （フジテレビ・妻たちの劇場）- 野中千代子
- おむこさん （TBS・花王 愛の劇場）
- 参上! 天空剣士 （テレビ東京）- 第十九話「霊界からきた娘」、おきよ
- 必殺仕事人・激突! （朝日放送）- 第12話 「霊感少年を操る極悪人」、お里
- あばれ八州御用旅 （第2シリーズ、テレビ東京）- 第5話「親泣かせ手車道中」、おこん

#### バラエティ
- '86オールスター!!秋の番組対抗スポーツ大将スペシャル （テレビ朝日）- 1986年9月23日、敢闘選手賞受賞
- 純ちゃん郁恵の自慢じゃないけど （テレビ朝日）- レギュラー[2]
- 旅・いってきます! （テレビ東京）[2]
- わんわんバラエティ スターはポチだ! （フジテレビ）- 司会[8]
- あなたの心のスター大全集!! （フジテレビ、1993年7月17日）- 司会[9]

### ラジオ
- 利恵のポップアイランド （アール・エフ・ラジオ日本　土曜日22:00 - 22:30）[1][10]
- ミッドナイトマガジン （TBSラジオ）- 1987年8月10日 - 8月14日、1987年10月13日 - 1989年4月8日編集長（パーソナリティ）[11]